# Rhacodactylus trachyrhynchus
Espèce
Statut de conservation UICN

 EN B2ab(i,ii,iii,iv,v) : En danger
Rhacodactylus trachyrhynchus est une espèce de gecko de la famille des Diplodactylidae.

## Répartition
Cette espèce est endémique de Nouvelle-Calédonie. Elle se rencontre dans le centre et le sud de la Grande Terre.

## Taxinomie
La sous-espèce Rhacodactylus trachyrhynchus trachycephalus a été élevée au rang d'espèce.

## Publication originale
- Bocage, 1873 : Mélanges erpétologiques. l. Note sur quelques geckotiens nouveaux ou peu connus de la Nouvelle-Calédonie. Jornal de sciencias mathematicas, physicas e naturaes, Lisboa, vol. 4, p. 201-207 (texte intégral).